# Перси Џексон: Крадљивац муње
Перси Џексон: Крадљивац муње (енгл. Percy Jackson & the Olympians: The Lightning Thief) акциони је и фантастични филм из 2010. године у режији Криса Коламбуса. Први је део филмске серије Перси Џексон и темељи се на роману Крадљивац муње из 2005. године, првом роману серије Перси Џексон и богови Олимпа Рика Риордана. Логан Лерман глуми Персија Џексона, поред глумачке поставе коју чине: Брендон Т. Џексон, Александра Дадарио, Џејк Абел, Росарио Досон, Стив Куган, Ума Терман, Кетрин Кинер, Џо Пантолијано, Кевин Макид, Шон Бин, Дилан Нил и Пирс Броснан. Приказиван је у биоскопима од 12. фебруара 2010. године.
Добио је помешане критике критичара, уз критике због лошег разумевања изворног материјала и сценарија, али је похваљен због Лерманове и Џексонове изведбе, визуелних ефеката и акционих сцена. Продукцијски буџет износио је 95 милиона долара, док је филм зарадио 226,4 милиона долара широм света. Наставак, Перси Џексон: Море чудовишта, приказиван је од 7. августа 2013. године.

## Радња
Проблематични Перси Џексон има проблема у школи – али то је његов најмањи проблем. 21. век је, а богови Олимпа су, изгледа, искочили из страница Персијевих текстова о грчкој митологији, право у његов живот. Перси сазнаје да је Посејдон, бог мора, његов прави отац, што значи да је Перси полубог и получовек, пола бог. У исто време, Зевс, краљ свих богова, оптужује Персија да му је украо муњу. Право средство масовног уништења. Моћни богови Олимпа су заратили, а тај рат може да обухвати читаву планету.
Сада Перси мора да се припреми за авантуру живота, а улог не може бити већи. И док се претећи олујни облаци надвијају над планетом Земљом, а сам његов живот је угрожен, Перси мора да отпутује у специјалну енклаву, звану „Камп полукрвних”, где ће кренути на обуку за своје новооткривене моћи, не би ли спречио разорни рат међу боговима. Тамо ће Перси упознати још два полубога — ратницу Анабет, која тражи своју мајку, богињу Атину и њеног пријатеља и заштитника Гровера, који је заправо храбри, али неиспробани сатир. Гровер и Анабет се потом придружују Персију у невероватној трансконтиненталној одисеји која ће их однети на планину Олимп и до чувеног знака Холивуда, испод којег горе ватре поџемног света. На крају пута лежи судбина целог света и живот Персијеве мајке Сали, коју Перси мора да спаси из дубина самог пакла.

## Улоге
- Логан Лерман као Перси Џексон
- Брендон Т. Џексон као Гровер Андервуд
- Александра Дадарио као Анабет Чејс
- Џејк Абел као Лук Кастелан
- Шон Бин као Зевс
- Кевин Макид као Посејдон
- Стив Куган као Хад
- Мелина Канакаредес као Атина
- Росарио Досон као Персефона
- Дилан Нил као Хермес
- Ерика Сера као Хера
- Стефани фон Фетен као Деметра
- Димитри Лекос као Аполон
- Она Грауер као Артемида
- Серинда Свон као Афродита
- Конрад Коутс као Хефест
- Реј Винстоун као Арес
- Лук Камилери као Дионис
- Ума Терман као Медуза
- Пирс Броснан као господин Брунер/Хирон
- Марија Олсен као госпођа Додс/Алекто
- Џулијан Ричингс као Харон
- Кетрин Кинер као Сали Џексон
- Џо Пантолијано као Гејб Аглијано